# Carl Hallbeck
Carl Hallbeck, född 28 december 1782 i Malmö, död 6 juni 1845 i Stockholm,  var en svensk präst.
Hallbeck, som var son till tunnbindareåldermannen Pål Hallbäck (död 1789) och Ingrid Helena Sandgren (död 1783), gick i skolan i Malmö, blev student vid Lunds universitet 1801, promoverades till filosofie magister 1808 och prästvigdes 1809. Han blev titulär kunglig hovpredikant 1816, kyrkoherde i Helsingborgs församling 1820 och prost 1826. Han blev teologie doktor 1844.